# Passo del San Bernardino
Il passo del San Bernardino (in tedesco San-Bernardino-Pass o Sankt-Bernhardinpass, in romancio pass dal San Bernardin) è un valico alpino nel cantone dei Grigioni in Svizzera, situato sullo spartiacque tra il bacino del Po e quello del Reno.

## Descrizione
Prende nome dal piccolo villaggio di San Bernardino, frazione di Mesocco posto a un'altitudine di 1600 m s.l.m., a sud del passo. Alla fine del XV secolo vi venne eretta una cappella dedicata a San Bernardino da Siena e da allora il paese, e poi il passo, portano il suo nome. Nei tempi antichi la località era conosciuta come Mons Avium ("Monte degli uccelli"), denominazione che ancor oggi permane, con la forma Pizzo Uccello o (in tedesco) Vogelhorn, come nome del monte che sovrasta il passo. Dal paese di San Bernardino si apre l'imbocco della galleria stradale che permette di evitare l'ascesa al passo. Questo traforo venne ultimato nel 1967 e collega tutto l'anno le valli del Moesano a sud con la valle del Reno Posteriore (in tedesco Hinterrhein) a nord.
Questo valico divenne d'importanza europea solo dal XV secolo, quando venne realizzata una strada che permetteva di superare le due strette gole poste a nord del passo, tra Splügen e Thusis. Questa strada prese il nome di Via Mala. Agli inizi del XIX secolo fu realizzata su questo valico una delle prime strade alpine di concezione moderna; essa, voluta dal Canton Grigioni, fu realizzata grazie anche ai finanziamenti ricevuti dal Regno di Sardegna. I Grigionesi avevano intuito i vantaggi di un valico che permetteva al traffico proveniente dal Piemonte e dal porto di Genova di arrivare nella Valle del Reno, senza passare da strade controllate dall'Austria.

## Ciclismo
Nonostante sia interamente in Svizzera, il passo è stato scalato in due edizioni del Giro d'Italia; in entrambe le occasioni la corsa è poi rientrata in Italia attraverso il passo dello Spluga.

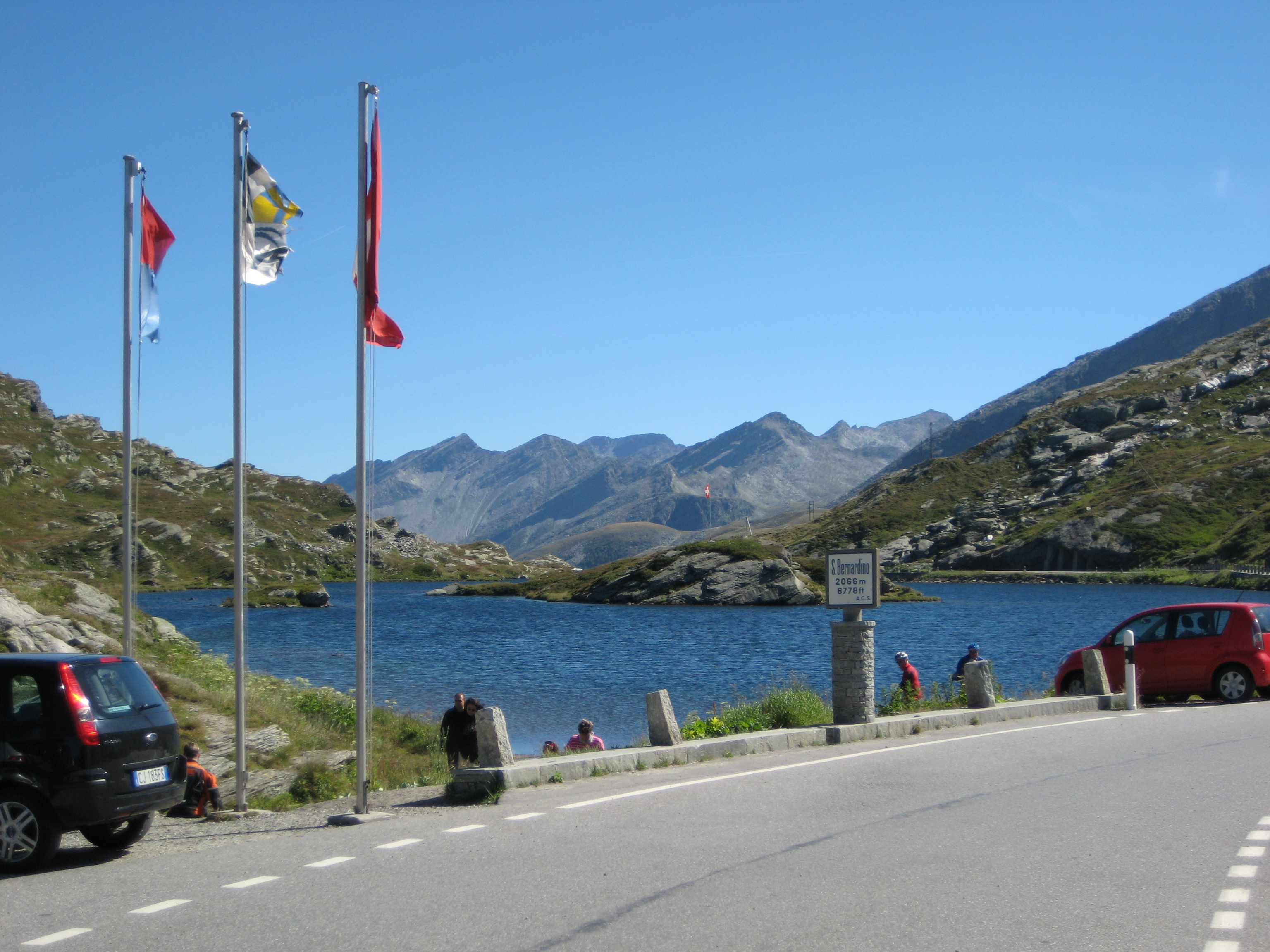
Passo del San Bernardino

| Anno | Tappa                      | km  | Primo in vetta    | Versante scalato |
| ---- | -------------------------- | --- | ----------------- | ---------------- |
| 1965 | 19ª: Saas-Fee - Madesimo   | 282 | Vito Taccone      | Mesocco          |
| 2021 | 20ª: Verbania - Alpe Motta | 164 | Vincenzo Albanese | Mesocco          |